# Kamo (Niigata)
Kamo (Japans: 加茂市, Kamo-shi) is een stad in de prefectuur Niigata in Japan die doorsneden wordt door de rivier met dezelfde naam. De stad is 133,67 km² groot en heeft 31.481 inwoners (2005).

## Geschiedenis
De stad Kamo werd op 10 maart 1954 gevormd uit de gemeentes Kamo en Shimojo.

## Cultuur
Kamo afficheert zichzelf als een "traditionele stad" en wordt soms "Klein Kioto van de Hokuetsu" genoemd. Dit dankt de stad aan de overeenkomsten met Kioto: aan drie zijden omgeven door bergen en doorsneden door een rivier.
De bekendste bezienswaardigheid van Kamo is het Kamoyama-park waar onder andere de Omi Jinja staat.
De sneeuwcamellia is het symbool van de stad en groeit op vele plaatsen in en rond de stad. In maart wordt langs de Kamo-rivier het Sneeuwcamellia Festival gehouden.

## Verkeer
Kamo ligt aan de Shinetsu-lijn van East Japan Railway Company.
Kamo ligt aan de autowegen 290 en 403.